# فيلسن
فيلسن Velsen  هي مدينة وبلدية شمال هولندا بمقاطعة شمال هولندا. وتقع على جانبي قناة بحر الشمال. 
على الجانب الشمالي من قناة بحر الشمال بمدينة آي ماودن، وبها مصنع الصلب الكبير «تاتا ستيل»، والمعروف سابقاً باسم شركة «هوخ أوفينس الملكي». ويقع المقر الرئيسي لمؤسسة الإنقاذ البحري الهولندي الملكي في مدينة آي ماودن.
وشاطئ كينميرستراند على الجانب الجنوبي للقناة هو في نهاية شارع كينمير، والذي يمتد إلى الجنوب من ميناء مارينا.
وإلى الجنوب من شاطئ بلوميندال آن زي. وبينهما يوجد شاطئ للعراة.

## طوبوغرافيا
خريطة طوبوغرافية هولندية لبلدية فيلسن، يونيو 2015، (تقرأ بعد ثلاث نقرات على الخريطة).

## معرض صور

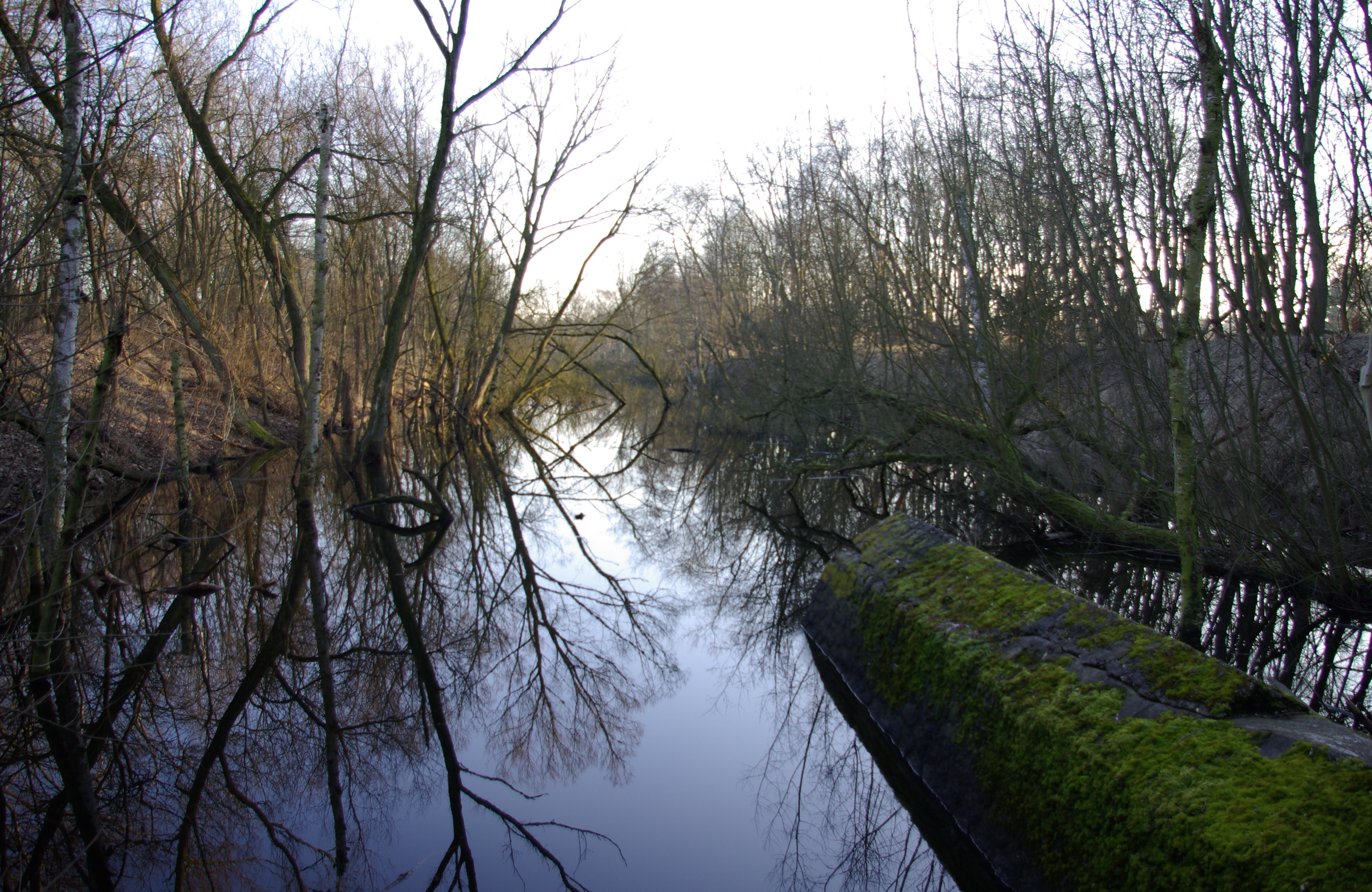
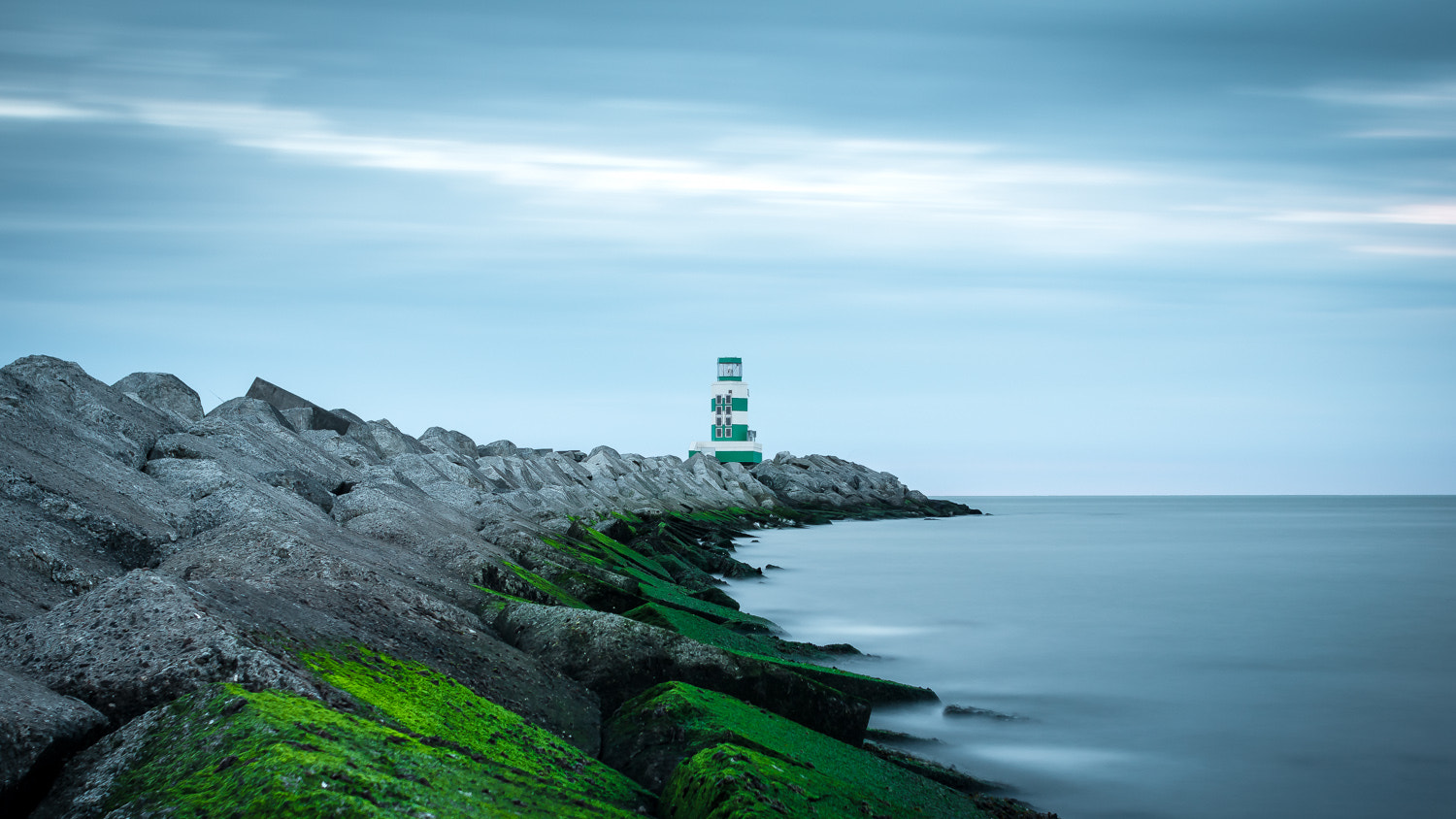
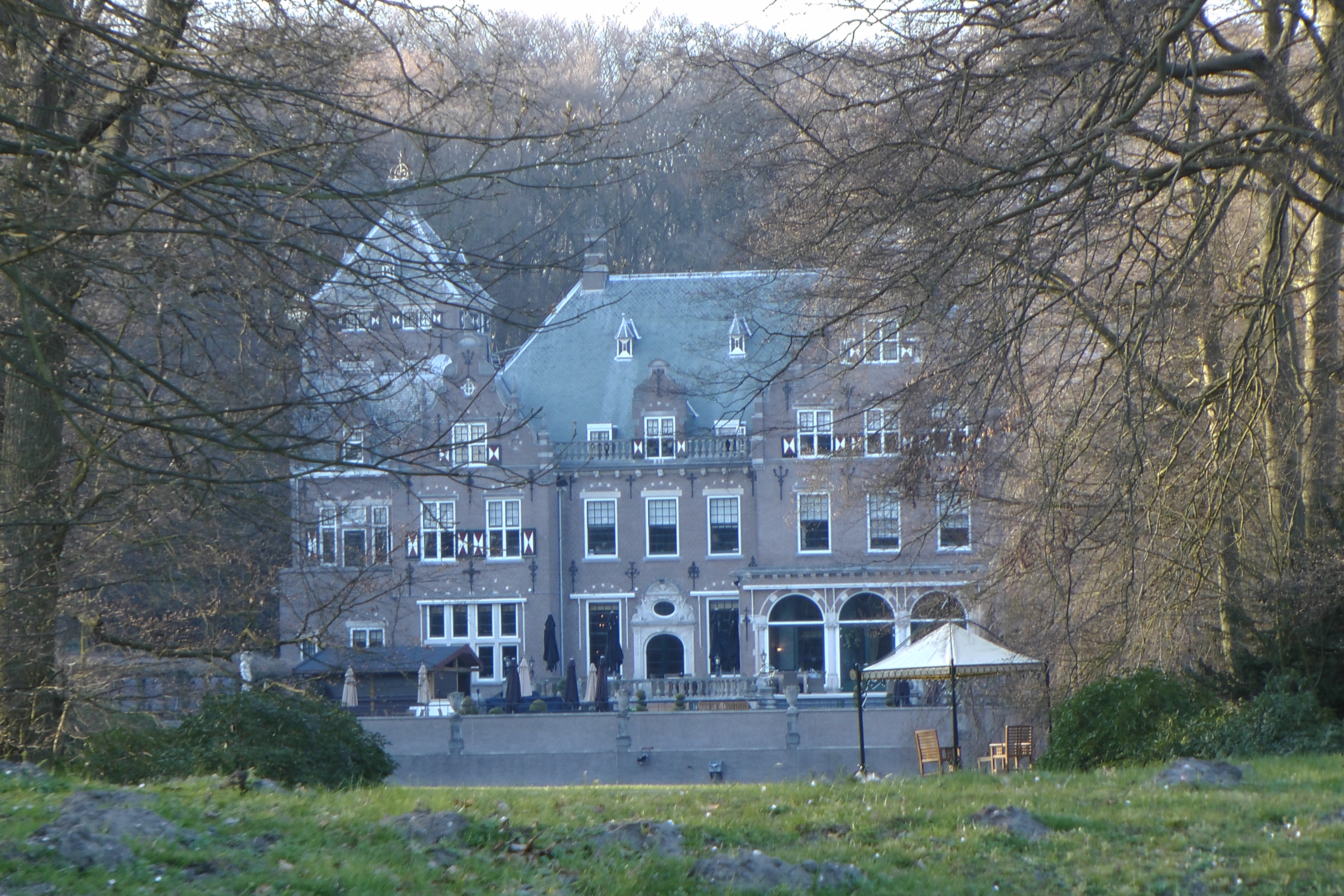
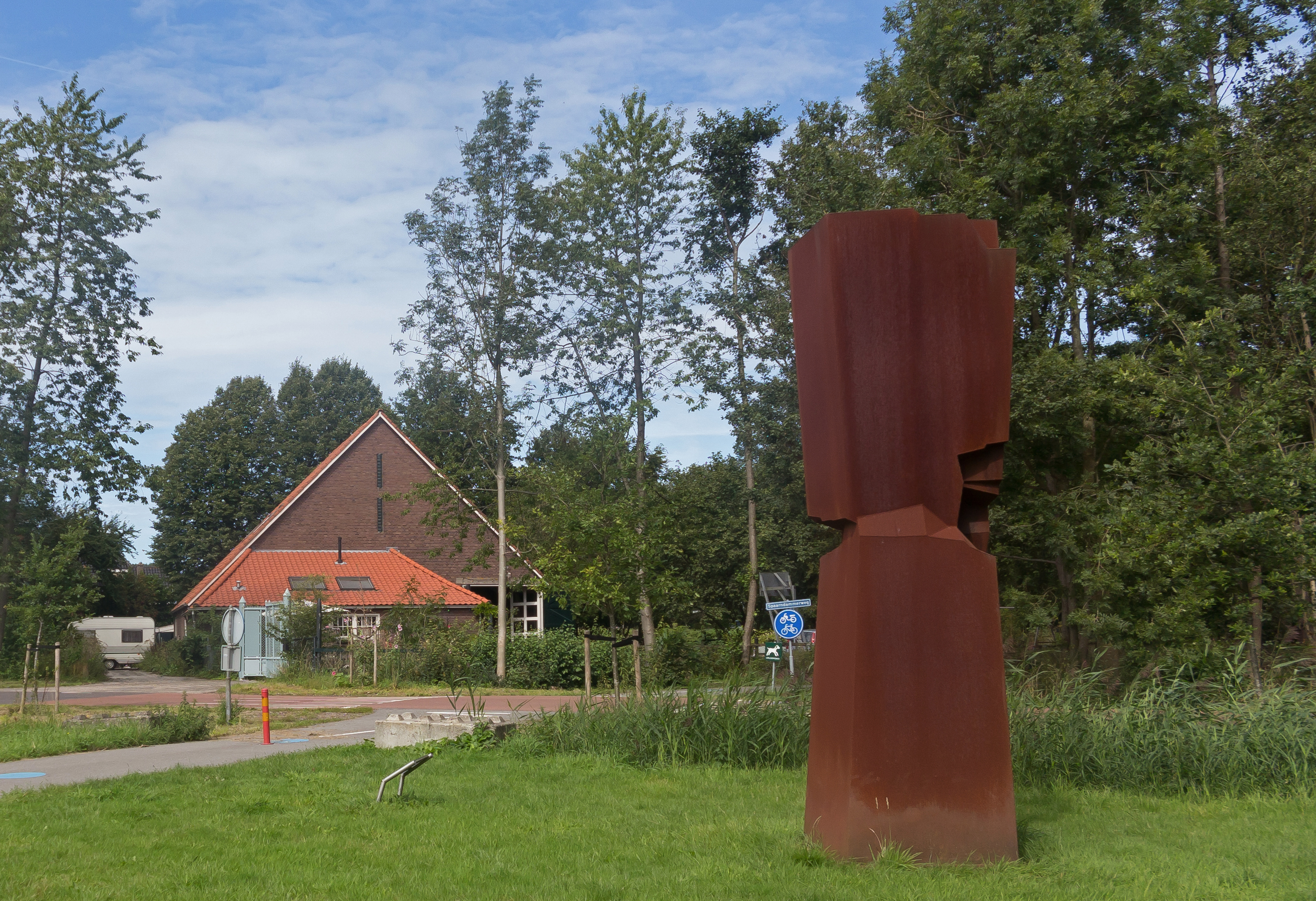

## توأمة
لفيلسن اتفاقيات توأمة مع كل من:
- غالي
- بيرغيش غلادباخ
- بورغوان-جاليو

## أعلام
- بييت كرامر
- جان فان دير هوف
- نيك ميشيل
- إنغريد هارينغا
- جويل فيلتمان